# Kosówka (województwo łódzkie)
Kosówka – osada w Polsce położona w województwie łódzkim, w powiecie radomszczańskim, w gminie Gomunice.
W latach 1975–1998 miejscowość należała administracyjnie do województwa piotrkowskiego.